# Batalla de San Carlos (Misiones)
La batalla de San Carlos fue un enfrentamiento bélico ocurrido el 31 de marzo de 1818 en  la localidad de San Carlos, provincia de Corrientes —entonces perteneciente a la provincia de Misiones— Argentina, en el marco de la invasión lusobrasileña. Entre los invasores portugueses y brasileños comandados por  Francisco das Chagas Santos, y las fuerzas defensoras argentinas, el ejército guaraní misionero, dirigido por Andrés Guazurarí y Artigas.

## Antecedentes
El 18 de marzo el brigadier carioca Francisco das Chagas Santos salió de San Borja con una fuerza superior a la de su campaña anterior, llevando consigo 800 hombres y dos piezas de artillería. Chagas, luego de avanzar y tomar la capilla de San Alonso, se dirigió el 30 de marzo hacia el pueblo misionero de San Carlos; las fuerzas correntinas del capitán Serapio Rodríguez y las fuerzas misioneras dirigidas por el comandante Andresito Guazurarí decidieron esperar a las fuerzas lusobrasileñas en las inmediaciones de dicho pueblo.

## La batalla
El 31 de marzo de 1818 chocaron finalmente las tropas de Chagas y la de los defensores dirigidos por Andresito y Serapio. Durante cuatro días se trenzaron en intensos combates, entre los luso-brasileños y los defensores de San Carlos. Al principio los lusobrasileños lograron controlar el pueblo y los defensores se atrincheraron en el colegio y la iglesia de San Carlos, en espera de refuerzos. Mientras tanto se siguieron produciendo intensos combates entre sitiados y sitiadores.
El 2 de abril de 1818, parecía que los deseos de Andresito se harían realidad, el capitán Aranda se dirigió a San Carlos, para socorrer a los defensores, pero pronto la situación se volvería en contra de Andresito, dado que la columna correntina de Aranda sería derrotada, encontrando este último la muerte en acción. El día 3 de abril, favorecido por los focos de incendio que se habían producido y el estallido del polvorín que ocasionara numerosos muertos y heridos, se realizó el asalto final. El trance de morir quemados obligó a muchos a rendirse, mientras otros, en un recurso de riesgo extremo, intentaron una salida violenta, buscando romper las líneas enemigas. Entre ellos el propio Andresito, que ―según Martín de Moussy― logró escapar con sus mejores soldados.
Cuatro días duró este combate, considerado uno de los más violentos y reñidos entablados entre misioneros y portugueses, en el que los guaraníes demostraron su tenacidad y valor, pudiendo decirse otro tanto de los correntinos que los acompañaron en la ocasión.
- Datos: Q4872268